# Allan Scott (Drehbuchautor, 1906)
Laurence Allan Scott (* 23. Mai 1906 in Arlington, New Jersey; † 13. April 1995 in Santa Monica, Kalifornien) war ein US-amerikanischer Drehbuchautor, der einmal für den Oscar für das beste Originaldrehbuch nominiert war.

## Leben
Scott absolvierte nach dem Besuch des Amherst College mit finanzieller Unterstützung durch ein Rhodes-Stipendium ein Studium an der University of Oxford. Er begann seine Laufbahn als Drehbuchautor in der Filmwirtschaft Hollywoods 1933 mit dem auf seinem gleichnamigen 1932 verfassten Bühnenwerk basierenden romantischen Filmkomödie Goodbye Again von Michael Curtiz mit Warren William, Joan Blondell und Genevieve Tobin in den Hauptrollen.
Nachdem er 1934 einen Vertrag als Drehbuchautor bei RKO Pictures unterzeichnet hatte, gehörte er bis 1940 zu den maßgeblichen Autoren der Musik- und Tanzfilme mit Fred Astaire und Ginger Rogers wie Tanz mit mir! (The Gay Divorcee, 1934), Ich tanz’ mich in dein Herz hinein (Top Hat, 1935), Swing Time (1936) und Tanz mit mir (Shall We Dance, 1937). Daneben galt er aber auch als sogenannter „Script Doctor“, der die Drehbücher anderer Autoren gegenlas und überarbeitete.
Bei der Oscarverleihung 1944 war Scott für den Oscar für das beste Originaldrehbuch nominiert, und zwar für den für Paramount Pictures von Mark Sandrich inszenierten Kriegsfilm Mutige Frauen (So Proudly We Hail!, 1943) mit den Hauptdarstellerinnen Claudette Colbert, Paulette Goddard und Veronica Lake.
Scott, der bis 1968 die Drehbücher und Vorlagen für mehr als vierzig Filme und Fernsehserien aber auch die Theaterstücke In Clover (1937) und Joy to the World (1948) verfasste, war Vater der Schauspielerin Pippa Scott, die wiederum mit dem Filmproduzenten Lee Rich verheiratet war. Sein jüngerer Bruder Adrian Scott, der ebenfalls als Drehbuchautor und Filmproduzent tätig war, war in zweiter Ehe mit der Schauspielerin Anne Shirley sowie in dritter Ehe mit der Drehbuchautorin Joan Scott verheiratet.

## Filmografie (Auswahl)
- 1933: Goodbye Again
- 1935: Roberta
- 1935: Ich tanz’ mich in dein Herz hinein (Top Hat)
- 1936: Marine gegen Liebeskummer (Follow the Fleet)
- 1936: Swing Time
- 1937: Tanz mit mir (Shall We Dance)
- 1938: Sorgenfrei durch Dr. Flagg – Carefree (Carefree)
- 1940: Glückspilze (Lucky Partners)
- 1941: Adoptiertes Glück (Sun Valley Serenade)
- 1941: Eheposse (Skylark)
- 1943: Mutige Frauen (So Proudly We Hail!)
- 1944: Here Come the Waves
- 1946: Blau ist der Himmel (Blue Skies)
- 1949: Flitterwochen mit Hindernissen (Tell it to the Judge)
- 1950: Tanzen ist unser Leben – Let’s Dance (Let’s Dance)
- 1952: Das Himmelbett (The Four Poster)
- 1959: Solange es Menschen gibt (Imitation of Life)
- 1964: Heirate mich, Gauner! (The Confession)
- 1968: Lassie (Fernsehserie)

## Hintergrundliteratur
- Lee Server: Screenwriter: Words Become Pictures, Pittstown 1987, S. 186–203. ISBN 1555620183